# Medalla olímpica
Se otorga una medalla olímpica a los competidores exitosos en uno de los Juegos Olímpicos. Hay tres clases de medallas: oro, otorgada al ganador; plata, otorgada al subcampeón; y bronce, otorgado al tercer lugar. La concesión de premios se detalla en los protocolos olímpicos.
Los diseños de medallas han variado considerablemente desde los primeros Juegos Olímpicos en 1896, especialmente en tamaño y peso. Un diseño estándar del anverso (frente) de las medallas para los Juegos Olímpicos de Verano comenzó con los Ámsterdam 1928 y permaneció durante muchos años, hasta su reemplazo en los Atenas 2004, como resultado de la controversia en torno al uso del Coliseo Romano en lugar de un edificio que representa las raíces griegas de los Juegos. Las medallas de los Juegos Olímpicos de Invierno nunca tuvieron un diseño común, pero presentan regularmente copos de nieve.
Además de apoyar en general a sus atletas Olímpicos, algunos países proporcionan sumas de dinero y obsequios a los ganadores de medallas, según las clases y el número de medallas ganadas.
Es importante recordar que, de acuerdo al artículo 57 de la Carta Olímpica, el Comité Olímpico Internacional y los Comités organizadores de cada edición no realizan ninguna lista o clasificación oficial por países (es decir no existe un medallero olímpico oficial por países), en virtud de que el mismo documento normativo establece que los Juegos Olímpicos son una competencia de atletas, no de naciones. No obstante, tradicionalmente se han realizado tablas de medallas con fines representativos o informativos, haciéndose general su uso, pese a no ser formal; estos se ordenan a partir del número de galardones de oro, de plata y bronce, de mayor a menor, sin considerar el total metales obtenidos. En el caso de las disciplinas por equipo, en pareja y las pruebas de relevo, se entregan medallas a cada integrante ganador, pero se considera como una sola medalla obtenida para el conjunto al momento de integrarse al medallero. 

## Introducción e historia temprana

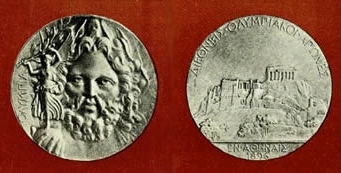
Medalla de plata otorgada al ganador de un evento en los primeros Juegos Olímpicos modernos en 1896

La corona de olivo fue el premio para el ganador en los Juegos Olímpicos Antiguos. Era una rama de olivo silvestre que crecía en Olimpia, entrelazada para formar un círculo o una herradura. Según Pausanias, fue presentado por Heracles como un premio para el ganador de la carrera a pie en honor a Zeus.
Cuando comenzaron los Juegos Olímpicos modernos en 1896, se empezaron a otorgar medallas a los competidores Olímpicos exitosos. Sin embargo, no se entregaron medallas de oro en los Juegos Olímpicos inaugurales en 1896 en Atenas, Grecia. En cambio, los ganadores recibieron una medalla de plata y una rama de olivo mientras que los subcampeones recibieron una rama de laurel y una medalla de cobre o bronce. En 1900, la mayoría de los ganadores recibieron copas o trofeos en lugar de medallas.
La costumbre de la secuencia de oro, plata y bronce para los tres primeros lugares data de los Juegos Olímpicos de 1904 en St. Louis, Misuri, Estados Unidos. El Comité Olímpico Internacional (COI) ha asignado retroactivamente medallas de oro, plata y bronce a los tres atletas mejor clasificados en cada evento de los Juegos de 1896 y 1900. Si hay un empate en cualquiera de los tres primeros lugares, todos los competidores tienen derecho a recibir la medalla correspondiente de acuerdo con las reglas del COI. Algunos deportes de combate (como boxeo, judo, taekwondo y lucha) otorgan dos medallas de bronce por competencia, lo que generalmente resulta en que más medallas de bronce son otorgadas que medallas en los otros metales.
Las medallas no son los únicos premios que se otorgan a los competidores. Todos los atletas ubicados del primero al octavo lugar reciben un diploma Olímpico. Finalmente, todos los atletas reciben una medalla de participación y un diploma.

## Producción y diseño
El COI dicta las propiedades físicas de las medallas y tiene la decisión final sobre el diseño terminado. Las especificaciones para las medallas se desarrollan junto con el Comité Olímpico Nacional que organiza los Juegos, aunque el COI ha introducido algunas reglas establecidas:
- Destinatarios: Los tres mejores competidores reciben medallas.
- Forma: generalmente circular, con un accesorio para una cadena o cinta
- Diámetro: un mínimo de 60 mm
- Espesor: mínimo 3 mm
- Material:
  - Primer lugar (la medalla de oro): Está compuesto al menos en un 92,5% de plata, con un baño de 6 gramos de oro.
  - Segundo puesto (medalla de plata): 92,5% de plata.
  - Tercer lugar (la medalla de bronce): 92,5% de cobre con
- Detalles del evento: el deporte por el que se ha otorgado la medalla debe estar escrito en la medalla.

Las primeras medallas Olímpicas en 1896 fueron diseñadas por el escultor francés Jules-Clément Chaplain y representaban a Zeus sosteniendo a Nike, la diosa griega de la victoria, en el anverso y la Acrópolis en el reverso. Fueron fabricados por la Monnaie de Paris, que también hizo las medallas para los Juegos Olímpicos de 1900, organizados por París. Esto inició la tradición de dar la responsabilidad de acuñar las medallas a la ciudad anfitriona. Para las siguientes Olimpiadas, la ciudad anfitriona también eligió el diseño de la medalla. Hasta 1912, las medallas de oro estaban hechas de oro macizo.

### Triunfo

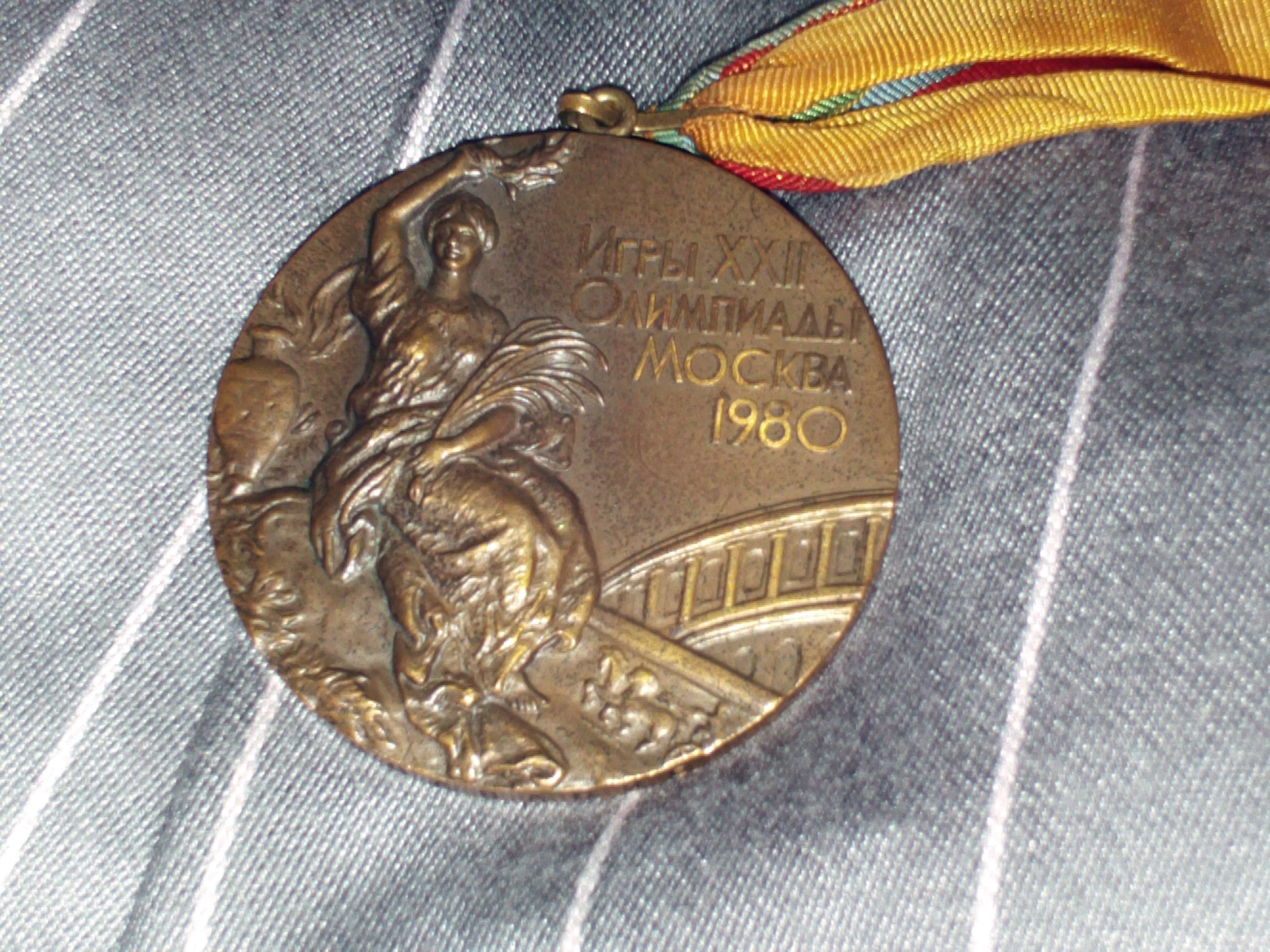
La medalla de bronce de los Juegos Olímpicos de verano de 1980 que muestra el diseño del anverso de Cassioli que representa a Nike, la diosa griega de la victoria

En 1923, el Comité Olímpico Internacional (COI) lanzó un concurso de escultores para diseñar las medallas de los Juegos Olímpicos de Verano. El diseño "Trionfo" de Giuseppe Cassioli fue elegido como ganador en 1928. El anverso trajo a Nike, pero esta vez como el foco principal, sosteniendo una corona y una palma de ganador con una representación del Coliseo en el fondo. En la sección superior derecha de la medalla se dejó un espacio para el nombre del anfitrión Olímpico y el número de los Juegos. El reverso muestra una multitud de personas que llevan a un atleta triunfante. Su diseño ganador se presentó por primera vez en los Juegos Olímpicos de Verano de 1928 en Ámsterdam. La competencia vio este diseño utilizado durante 40 años hasta que los Juegos Olímpicos de Verano de 1972 en Múnich se convirtieron en los primeros Juegos con un diseño diferente para el reverso de la medalla.
El diseño de Cassioli continuó inspirando el anverso de la medalla durante muchos años más, aunque se recreó cada vez, con el anfitrión Olímpico y el número actualizado. El anverso se mantuvo fiel al diseño de Trionfo hasta los Juegos Olímpicos de Verano de 1992 en Barcelona, España, donde el COI permitió que se creara una versión actualizada. Para los siguientes eventos, exigieron el uso del motivo Nike, pero permitieron que cambiaran otros aspectos.
La tendencia terminó después de 2000, debido a la reacción negativa al diseño de la medalla para los Juegos Olímpicos de Verano de 2000 en Sídney. El diseñador de la medalla de 2000, Wojciech Pietranik, originalmente había presentado la Ópera de Sídney en el anverso en lugar del tradicional Coliseo Romano, pero el Comité Olímpico Internacional decidió que el Coliseo debería permanecer. La prensa griega criticó el diseño por ignorar el lugar de nacimiento de los Juegos Olímpicos, señalando que la característica de larga data en el frente de las medallas representaba erróneamente el Coliseo romano en lugar del Partenón griego. El Comité Organizador de Sídney decidió continuar con el diseño tal como estaba, y señaló que no había tiempo suficiente para completar otra versión y que sería demasiado costoso. Este error de larga data se mantuvo durante 76 años hasta que se introdujo un nuevo estilo que representaba el Estadio Panathinaiko en los Juegos Olímpicos de Verano de 2004 en Atenas. Este nuevo diseño de anverso permanece en uso.

### Diseños de reverso personalizado s
El Comité Olímpico Alemán fue el primer organizador de los Juegos de Verano en optar por cambiar el reverso de la medalla. El diseño de 1972 fue creado por Gerhard Marcks, un artista de la Bauhaus, y presenta a los gemelos mitológicos Castor y Pollux. Desde entonces, el Comité Organizador de la ciudad anfitriona ha tenido la libertad de diseñar el reverso, con el COI dando la aprobación final.

### Comparación entre verano e invierno
El COI tiene la decisión final sobre las especificaciones de cada diseño para todas las medallas Olímpicas, incluidos los Juegos de Verano, los Juegos de Invierno y los Juegos Paralímpicos. Ha habido una mayor variedad de diseños para los Juegos de Invierno. A diferencia de los Juegos de Verano, el COI nunca ordenó un diseño en particular. La medalla en los Juegos Olímpicos de Invierno de 1924 en Chamonix, Francia, ni siquiera incluía los anillos Olímpicos. Nike apareció en las medallas de los Juegos de 1932 y 1936, pero desde entonces solo ha aparecido en un diseño de medalla. Un motivo habitual es el uso del copo de nieve, mientras que en varios diseños aparecen hojas de laurel y coronas. El lema Olímpico Citius, Altius, Fortius aparece en cuatro medallas de los Juegos de Invierno, pero no aparece en ninguna medalla de los Juegos de Verano.
Durante tres eventos seguidos, los anfitriones de los Juegos de Invierno incluyeron diferentes materiales en las medallas: vidrio (1992), sparagmite (un tipo de roca presente en Escandinavia) (1994) y laca (1998). No fue hasta los Juegos Olímpicos de Verano de 2008 en Beijing, China, que un anfitrión de los Juegos Olímpicos de Verano decidió usar algo diferente, en este caso jade. Si bien todas las medallas Olímpicas de verano, excepto los Juegos de 1900, han sido circulares, las formas de los Juegos de invierno han sido considerablemente más variadas. Las medallas de los Juegos de Invierno también son generalmente más grandes, más gruesas y más pesadas que las de los Juegos de Verano.

## Medallas de participación
Desde el comienzo de los Juegos Olímpicos modernos, los atletas y su personal de apoyo, los oficiales del evento y ciertos voluntarios involucrados en la planificación y administración de los juegos han recibido medallas y diplomas conmemorativos. Al igual que las medallas de los ganadores, estas se cambian para cada Olimpiada, y se emiten diferentes para los juegos de verano e invierno.

## Presentación

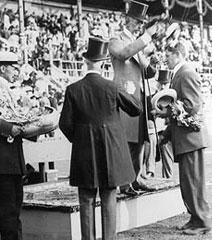
Jim Thorpe recibe su medalla en los Juegos Olímpicos de 1912

La presentación de medallas y premios cambió significativamente hasta que los Juegos Olímpicos de Verano de 1932 en Los Ángeles trajeron lo que ahora se ha convertido en estándar. Antes de 1932, todas las medallas se entregaron en la ceremonia de clausura, con los atletas vestidos de gala para los primeros Juegos. Originalmente, el dignatario que se presentaba estaba parado mientras los atletas desfilaban para recibir sus medallas. El podio de la victoria se introdujo por instrucción personal en 1931 de Henri de Baillet-Latour, que había visto uno utilizado en los Juegos del Imperio Británico de 1930. El ganador está en el medio en una elevación más alta, con el medallista de plata a la derecha y el bronce a la izquierda. En los Juegos Olímpicos de Invierno de 1932, se entregaron medallas en la ceremonia de clausura, y los atletas de cada evento, a su vez, subieron al primer podio. En los Juegos Olímpicos de Verano de ese año, los competidores del Coliseo recibieron sus medallas inmediatamente después de cada evento por primera vez; los competidores en otros lugares vinieron al Coliseo al día siguiente para recibir sus medallas. Los juegos posteriores han tenido un podio de la victoria en cada lugar de competencia.
Los Juegos Olímpicos de Verano de 1960 en Roma, Italia, fueron los primeros en los que las medallas se colocaron alrededor del cuello de los atletas. Las medallas colgaban de una cadena de hojas de laurel, mientras que ahora están colgadas de una cinta de colores. Cuando Atenas fue sede de los Juegos Olímpicos de Verano de 2004, los competidores en el podio también recibieron una corona de olivo. En los Juegos Olímpicos de Verano de 2016 en Río de Janeiro, cada medallista recibió una estatuilla de madera del logo de la Olimpiada.